# Charanyca perrufa
Charanyca perrufa là một loài bướm đêm trong họ Noctuidae.